# 卡米揚卡河 (沃夫恰河支流)
卡米揚卡河（烏克蘭語：Кам'янка），是烏克蘭的河流，位於該國東部，屬於沃夫恰河的支流，發源自梅若瓦東南面，流經第聶伯羅彼得羅夫斯克州，河道全長55公里，流域面積517平方公里。